# Parafia Matki Bożej Różańcowej w Luzinie
Parafia Matki Boskiej Różańcowej w Luzinie – parafia rzymskokatolicka znajdująca się w archidiecezji gdańskiej, w dekanacie Luzino. Została erygowana 30 czerwca 2002 roku.
Proboszczem parafii od 30 czerwca 2002 roku jest ks. kan. Andrzej Galiński.